# Philip Noel-Baker
Philip John Noel-Baker (Londres, Anglaterra 1889 – íd. 1982) fou un atleta, polític i diplomàtic britànic que fou guardonat amb el Premi Nobel de la Pau el 1959, sent l'únic esportista que ha guanyat una medalla olímpica i ha rebut un premi Nobel.

## Joventut i estudis
Nasqué l'1 de novembre de 1889 a Brondesbury Park , Londres, sent fill de Joseph Allen Baker, quàquer canadenc, que es traslladà a Anglaterra per treballar en les manufactures angleses. Noel-Baker fou educat a la Bootham Scholl de York i posteriorment al Haverford College, seu principal dels quàquers als Estats Units. Posteriorment retornà a Cambridge on fou escollit President de la Unió Social de Cambridge (Cambridge Union Society) així com del Club Atlètic Universitari de Cambridge (Cambridge University Athletic Club).
El 1912 fou seleccionat pel Regne Unit per participar en els Jocs Olímpics celebrats a Estocolm, així com als Jocs Olímpics d'Estiu de 1920 i 1924. En les olimpíades de 1920 a Anvers guanyà la medalla de plata en la modalitat de 1.500 metres llisos.

## Activisme social
Durant la Primera Guerra Mundial Noel-Baker va organitzar i ordenar la Friends' Ambulance Unit, una unitat d'assistència sanitària creada per l'associació quàquer britànica, que donà cobertura al front militar de França entre 1914 i 1915, i d'Itàlia entre 1915 i 1918, rebent condecoracions dels governs francès, italià i britànic.
Posteriorment es dedicà a la formació de la Societat de Nacions, esdevenint ajudant de Robert Cecil of Chelwood, secretari del primer Secretari General de la Societat, Eric Drummond. Així mateix continuà exercint de professor de dret internacional a la Universitat de Londres entre 1924 i 1929, i posteriorment exercí de conferenciant a la Universitat Yale entre 1933 i 1934.

## Vida política
El 1924 s'afilià al Partit Laborista. El 1929 fou escollit diputat al Parlament de Westminster per Coventry, però perdé el seient el 1931. El 1936 novament fou elegit diputat per Derby, seient que no abandonà fins al 1970.
Secretari del Parlament durant la Segona Guerra Mundial sota el govern de Winston Churchill, no va abandonar els seus càrrecs durant el govern de Clement Attlee. Així el 1946 fou nomenat Secretari General de l'Aire i el 1947 Secretari d'Estat de les Relacions amb la Commonwealth. Així mateix posteriorment participà en la delegació britànica que fou present en la fundació de les Nacions Unides.
El 1959 fou guardonat amb el Premi Nobel de la Pau pel seu ardent treball de tota una vida destinada a la pau i la cooperació internacional.